# روبرت ماكليستر
روبرت ماكليستر هو سياسي كندي، ولد في 9 يناير 1876 في سانت جون في كندا، وتوفي بنفس المكان في 10 أكتوبر 1963. حزبياً، نشط في الحزب التقدمي المحافظ في نيو برونزويك ‏. وقد انتخب عضو الجمعية التشريعية لنيو برونزويك ‏.